# زيلدا هاريس
زيلدا هاريس (بالإنجليزية: Zelda Harris)‏ هي ممثلة أمريكية، ولدت في 17 فبراير 1985 بنيويورك في الولايات المتحدة.

## أعمال

### أفلام
- (1998) حصل على لعبة[2]

## وصلات خارجية
- زيلدا هاريس على موقع IMDb (الإنجليزية)
- زيلدا هاريس على موقع ألو سيني (الفرنسية)
- زيلدا هاريس على موقع أول موفي (الإنجليزية)
- زيلدا هاريس على موقع قاعدة بيانات الأفلام السويدية (السويدية)
- زيلدا هاريس على موقع قاعدة بيانات الفيلم (الإنجليزية)
- زيلدا هاريس على موقع كينوبويسك (الروسية)